# São Jorge (Cabo Verde)

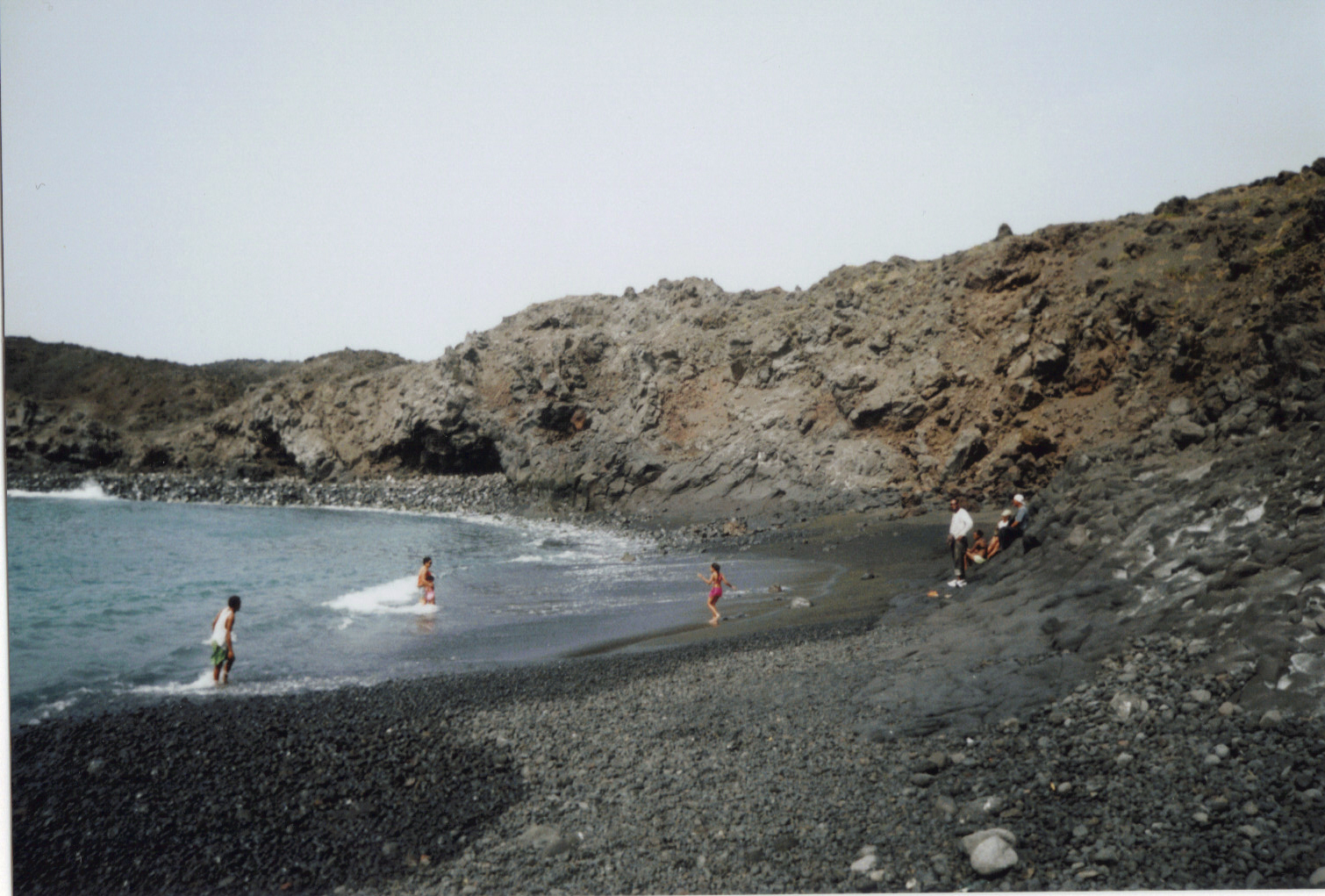
Praia da Ponta da Salina.

São Jorge (Crioulo cabo-verdiano, ALUPEC: San Jorji) é uma aldeia do município de São Filipe na central da ilha do Fogo, em Cabo Verde.  É uma zona de atração turistica.  Praia da Ponta da Salina e localização próximo de aldeia e baia natural com formações do basalto.

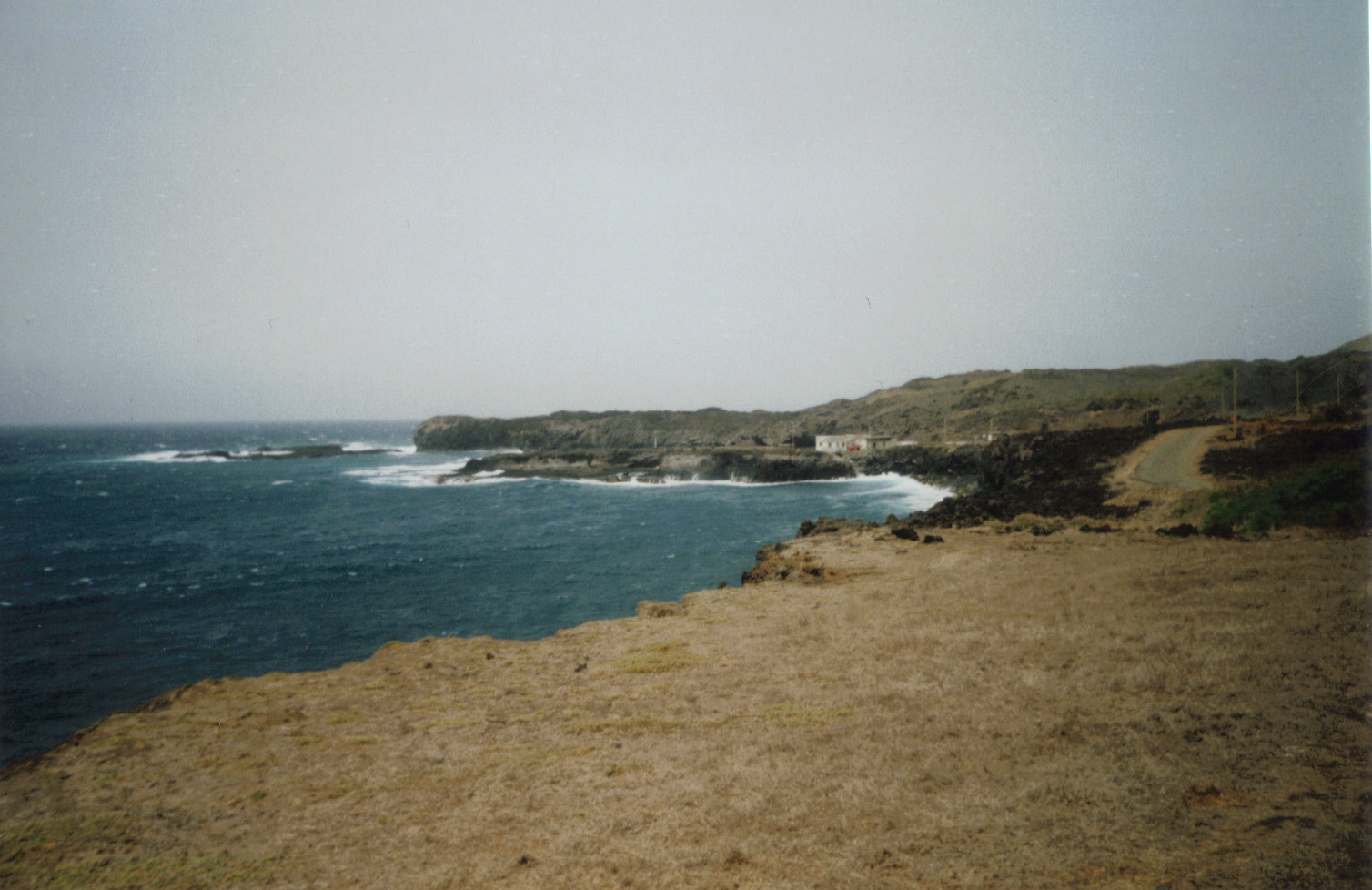
Praia da Ponta da Salina.

## Vilas próximas ou limítrofes
- Mosteiros, nordeste
- Atalaia, suloeste